# Now寬頻電視／香港電視娛樂外購台灣劇集列表
本條目列出曾於Now寬頻電視／香港電視娛樂播放但並非由其公司所製作的外購台灣劇集，一般以粵/國雙語廣播。
註：劇集名稱前的為該劇於Now寬頻電視／香港電視娛樂的首播日期及頻道。

## 2010年
| 首播日期 | 頻道      | 劇名 （原名） | 主演                                                    | 合演                                 | 集數 | 備註  |
| 2月5日   | now香港台 | 桃花小妹      | 汪東城 王心凌 黃靖倫 辰亦儒 朱孝天 藍鈞天 丁春誠 高以翔 | 謝宇威 于美人 洪都拉斯 王樂妍 吳斐莉 | 24   | [ 1 ] |
| 4月8日   | now香港台 | 海派甜心      | 羅志祥 楊丞琳 李威 吳亞馨                               | 方芳 向語潔 邵庭 張怡美              | 24   | [ 1 ] |
| 7月13日  | now香港台 | 星光下的童話  | 陳楚河 賴雅妍 李國毅 田中千繪                           | 張沁妍 吳忠明                        | 24   |       |

## 2011年
| 首播日期 | 頻道      | 劇名 （原名） | 主演                        | 合演                 | 集數 | 備註 |
| 10月19日 | Now 101台 | 拜金女王      | 吳建豪 熊黛林 陳曉東 江語晨 | 林美秀 陳庭妮 那維勳 | 33   |      |

## 2012年
| 首播日期 | 頻道      | 劇名 （原名） | 主演                                                              | 合演                 | 集數 | 備註  |
| 5月7日   | Now 101台 | 真的漢子      | 林佑威 賴雅妍 王傳一 林可彤 樊光耀 劉瑞琪 狄鶯 王道 吳政迪 是元介 | 路斯明               | 38   |       |
| 7月6日   | Now 101台 | 絕對達令      | 汪東城 具惠善 謝坤達 夏如芝                                       | 那維勳 蔡芷纭 林埈永 | 20   | [ 2 ] |